# Brian Duffy
Brian Duffy (* 20. Juni 1953 in Boston, Massachusetts, USA) ist ein ehemaliger US-amerikanischer Testpilot und Astronaut. Zurzeit ist er Vizepräsident des Mission Operations and Support Services für Lockheed Martin Mission Services in Colorado Springs.

## Beginn der Karriere
Duffy machte seinen Schulabschluss auf der Rockland High School in Massachusetts, daraufhin studierte er Mathematik bei der US Air Force und schloss mit dem Bachelor 1975 ab, seinen Master in Systemmanagement machte er auf der University of Southern California.
Von 1975 bis 1985 war auf verschiedensten Basen der Luftwaffe stationiert und flog dort hauptsächlich die F-15.
Er hat über 5000 Flugstunden auf 25 verschiedenen Flugzeugtypen hinter sich.

## NASA
1985 wurde er in die 11. Astronautengruppe der NASA gewählt und als Pilot des Space Shuttles ausgebildet. Er hat in der Ausbildungszeit viele Schichten als Verbindungssprecher (Capcom) abgeleistet.

### STS-45
Auf seiner ersten Weltraummission flog Duffy als Pilot am 24. März 1992 mit dem Space Shuttle Atlantis ins All. Die Mission beförderte das erste Atmospheric Laboratory for Applications and Science (ATLAS-1) auf zwei Spacelab-Paletten in der Ladebucht des Shuttles und endete mit der Landung am 2. April 1992 im Kennedy Space Center in Florida. 

### STS-57
Bei seinem zweiten Raumflug flog Duffy vom 21. Juni – 1. Juli 1993 wieder als Pilot mit der Endeavour. Ziel der Mission war es, die EURECA-Plattform der ESA zu bergen und wissenschaftliche Experimente im Spacelab zu machen. Gelandet wurde wieder direkt im Kennedy Space Center in Florida.

### STS-72
Der dritte Flug brachte ihn wieder mit der Endeavour vom 11. – 20. Januar 1996 ins All, dieses Mal jedoch als Kommandant der Mission. Hauptpunkte des Arbeitsprogrammes der Endeavour-Crew waren das Einfangen der japanischen Experimentierplattform SFU (Space Flyer Unit, vier Tonnen Masse, Start im März 1995), das Aussetzen des SPARTAN 206-Satelliten für zwei Tage und das Absolvieren verschiedener Tests bei zwei Außenbordarbeiten. Des Weiteren war eine Reihe sekundärer Experimente in der Nutzlastbucht und im Mitteldeck des Space Shuttle. Gelandet wurde wieder direkt im Kennedy Space Center in Florida.

### STS-92
Seinen vierten Flug machte er wieder als Kommandant vom 11. – 24. Oktober 2000 mit der Discovery, es war der hundertste Start eines Space Shuttles. Diese Mission führte ihn zum ersten Mal zur Internationalen Raumstation (ISS), an der diverse Aufbauarbeiten durch seine Crew durchgeführt wurden, so dass darauf die erste Langzeitbesatzung die Station besetzen konnte.

## Zusammenfassung
| Nr | Mission | Funktion   | Flugdatum                      | Flugdauer   |
| -- | ------- | ---------- | ------------------------------ | ----------- |
| 1  | STS-45  | Pilot      | 24. März – 2. April 1992       | 8d 22h 09m  |
| 2  | STS-57  | Pilot      | 21. Juni – 1. Juli 1993        | 9d 23h 44m  |
| 3  | STS-72  | Kommandant | 11. Januar – 20. Januar 1996   | 8d 22h 00m  |
| 4  | STS-92  | Kommandant | 11. Oktober – 24. Oktober 2000 | 12d 21h 42m |

## Privat
Er ist mit seiner Frau Janet verheiratet und hat zwei Kinder.